# Sean Ryan
Sean Ryan (Chattanooga (Tennessee), 13 augustus 1992) is een Amerikaanse zwemmer.

## Carrière
Bij zijn internationale debuut, op de wereldkampioenschappen openwaterzwemmen 2009 in Rome, eindigde Ryan als negende op de 25 kilometer.
Tijdens de Pan-Pacifische kampioenschappen zwemmen 2010 in Irvine eindigde de Amerikaan als vierde op de 1500 meter vrije slag en als achtste op de 10 kilometer. Op de wereldkampioenschappen kortebaanzwemmen 2010 in Dubai eindigde Ryan als negende op de 1500 meter vrije slag.
In Shanghai nam de Amerikaan deel aan de wereldkampioenschappen openwaterzwemmen 2011. Op dit toernooi eindigde hij als elfde op de 5 kilometer en als 25e op de 10 kilometer, samen met Andrew Gemmell en Ashley Twichell veroverde hij de zilveren medaille in de landenwedstrijd.
Tijdens de wereldkampioenschappen openwaterzwemmen 2013 in Barcelona eindigde Ryan als 22e op de 5 kilometer en als 50e op de 10 kilometer, in de landenwedstrijd eindigde hij samen met Andrew Gemmell en Haley Anderson op de zesde plaats.
Op de Pan-Pacifische kampioenschappen zwemmen 2014 in Gold Coast eindigde de Amerikaan als achtste op de 1500 meter vrije slag en als vijftiende op de 10 kilometer.
In Kazan nam Ryan deel aan de wereldkampioenschappen openwaterzwemmen 2015. Op dit toernooi eindigde hij als vierde op de 10 kilometer, dankzij deze prestatie kwalificeerde hij zich voor de Olympische Zomerspelen 2016 in Rio de Janeiro. Samen met Jordan Wilimovsky en Ashley Twichell eindigde hij als vijfde in de landenwedstrijd.

## Internationale toernooien
| Jaar | Olympische Spelen | WK langebaan                                         | WK kortebaan        | PanPacs                              |
| ---- | ----------------- | ---------------------------------------------------- | ------------------- | ------------------------------------ |
| 2009 |                   | 9e 25 kilometer                                      |                     |                                      |
| 2010 |                   |                                                      | 9e 1500m vrije slag | 4e 1500m vrije slag 8e 10 kilometer  |
| 2011 |                   | 11e 5 kilometer · 25e 10 kilometer · Landenwedstrijd |                     |                                      |
| 2012 | geen deelname     |                                                      | geen deelname       |                                      |
| 2013 |                   | 22e 5 kilometer 50e 10 kilometer 6e Landenwedstrijd  |                     |                                      |
| 2014 |                   |                                                      | geen deelname       | 8e 1500m vrije slag 15e 10 kilometer |
| 2015 |                   | 4e 10 kilometer 5e Landenwedstrijd                   |                     |                                      |
| 2016 | 5-21 augustus     |                                                      | 6-11 december       |                                      |

## Persoonlijke records
Bijgewerkt tot en met 9 augustus 2014
Kortebaan
| Afstand          | Tijd     | Datum            | Plaats |
| ---------------- | -------- | ---------------- | ------ |
| 400m vrije slag  | 03.52,96 | 19 december 2010 | Dubai  |
| 800m vrije slag  | 07.47,50 | 19 december 2010 | Dubai  |
| 1500m vrije slag | 14.46,38 | 19 december 2010 | Dubai  |

Langebaan
| Afstand          | Tijd     | Datum           | Plaats |
| ---------------- | -------- | --------------- | ------ |
| 400m vrije slag  | 03.50,17 | 9 augustus 2014 | Irvine |
| 800m vrije slag  | 07.55,67 | 14 juli 2013    | Kazan  |
| 1500m vrije slag | 14.57,33 | 12 juli 2013    | Kazan  |